# 莫羅撞擊坑

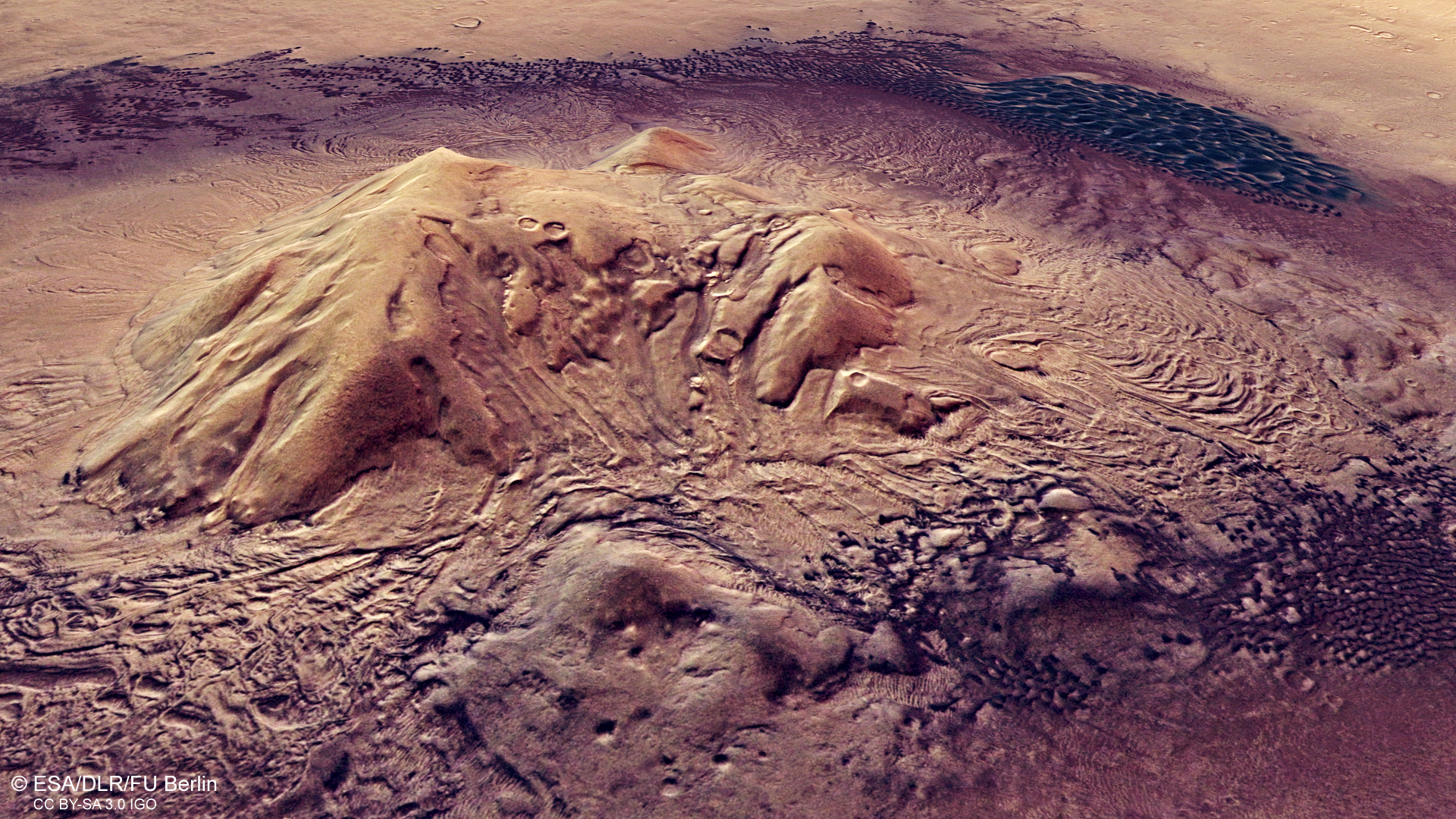
欧空局火星快车号拍摄的莫罗撞击坑立体图。

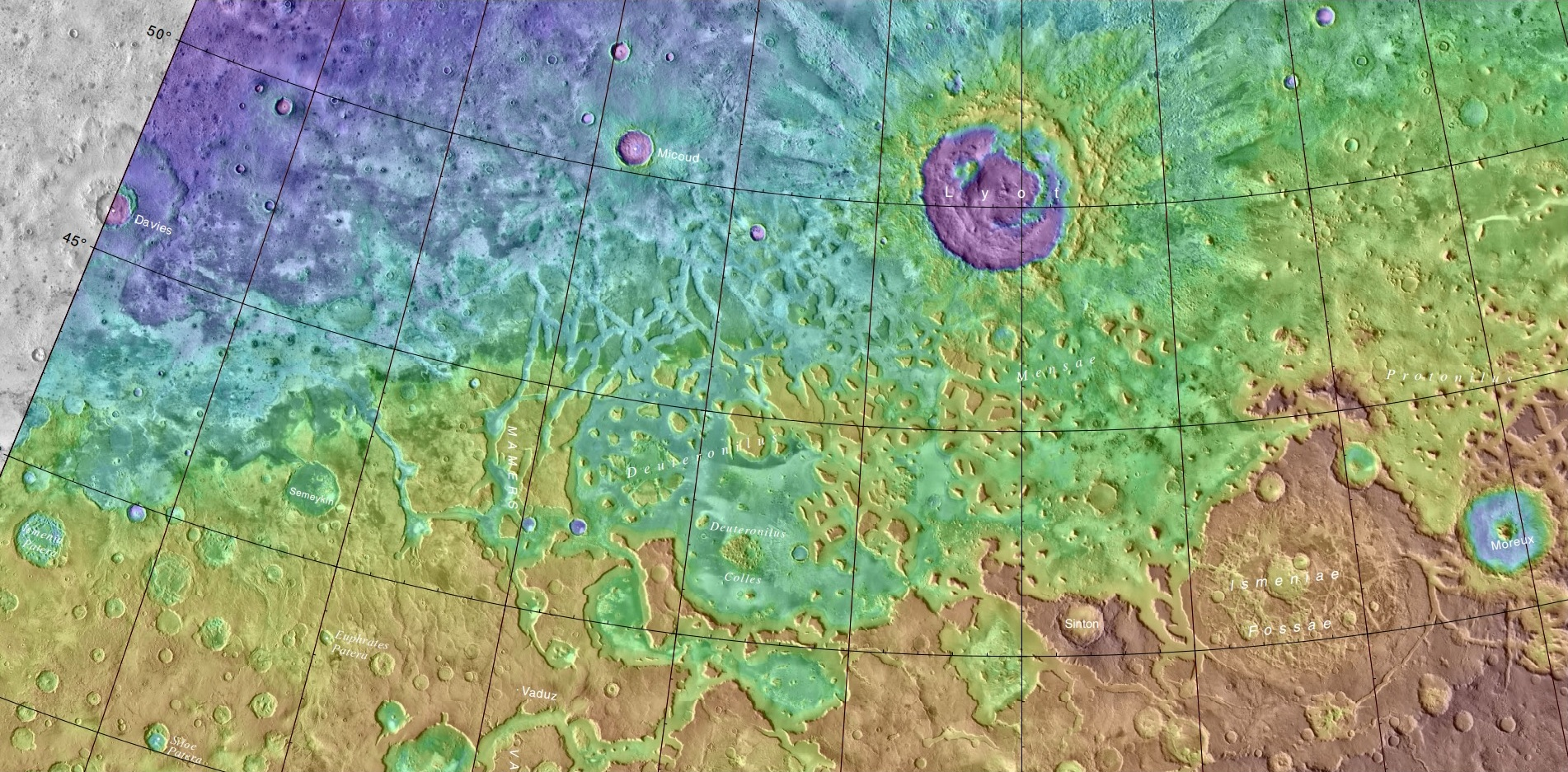
莫罗撞击坑及附近其他陨坑的激光高度计地图，颜色表示高程。

莫罗撞击坑（Moreux）是火星伊斯墨诺斯湖区的一座撞击坑，其中心坐标位于北纬42.1度、西经315.6度处，直径138公里。该特征取名自法国天文学家暨气象学家泰奥菲勒·莫罗（1867年-1954年），1973年被国际天文联合会行星系统命名工作组批准接受。
伊斯墨诺斯槽沟群就横亘在莫罗撞击坑的西面。

## 冰川
莫罗撞击坑的外貌已被冰川改变。最近使用来自各类探测器相机所拍摄图像的研究发现，该陨坑的边缘、坑壁及中央峰表面发生了大规模的冰川侵蚀。这些变化是由气候发生重大转变时富冰物质的侵位蚀刻引起。据信目前许多地方仍含有大量与冰川有关的水冰，冰川侵蚀形成了许多的锐蚀地形，在这种地形上行走将是非常困难，因为地表分布着大量的褶皱、陷坑等，并且通常覆盖着显示冰川移动方向的线状条纹。这种崎岖的表面很大程度上是由埋藏的地下冰升华所致。冰直接从固态变成气态（这一过程称为升华），在地下留下空隙。从而使上方地层发生塌陷。冰川并非由纯冰构成，而是掺杂着尘埃和岩石。有时当积冰融化时会将这些物质大量留在地表形成类似垄脊的地形，这种垄脊被称为冰碛石。火星部分地区分布有许多扭曲的冰碛群，这种状况可能是冰碛形成后其它的地质运动所造成。有时大块积冰从冰川上脱落，被埋在地表下。在它们融化时，或多或少会留下一些坑穴，在地球上此类地形被之为锅穴或壶穴，在美国纽约州北部的蔓苳双湖公园（Mendon Ponds Park）可见到一些相同地质作用形成的锅穴。下面来自高分辨率成像科学设备的图片显示了莫罗撞击坑中可能存在的锅穴。

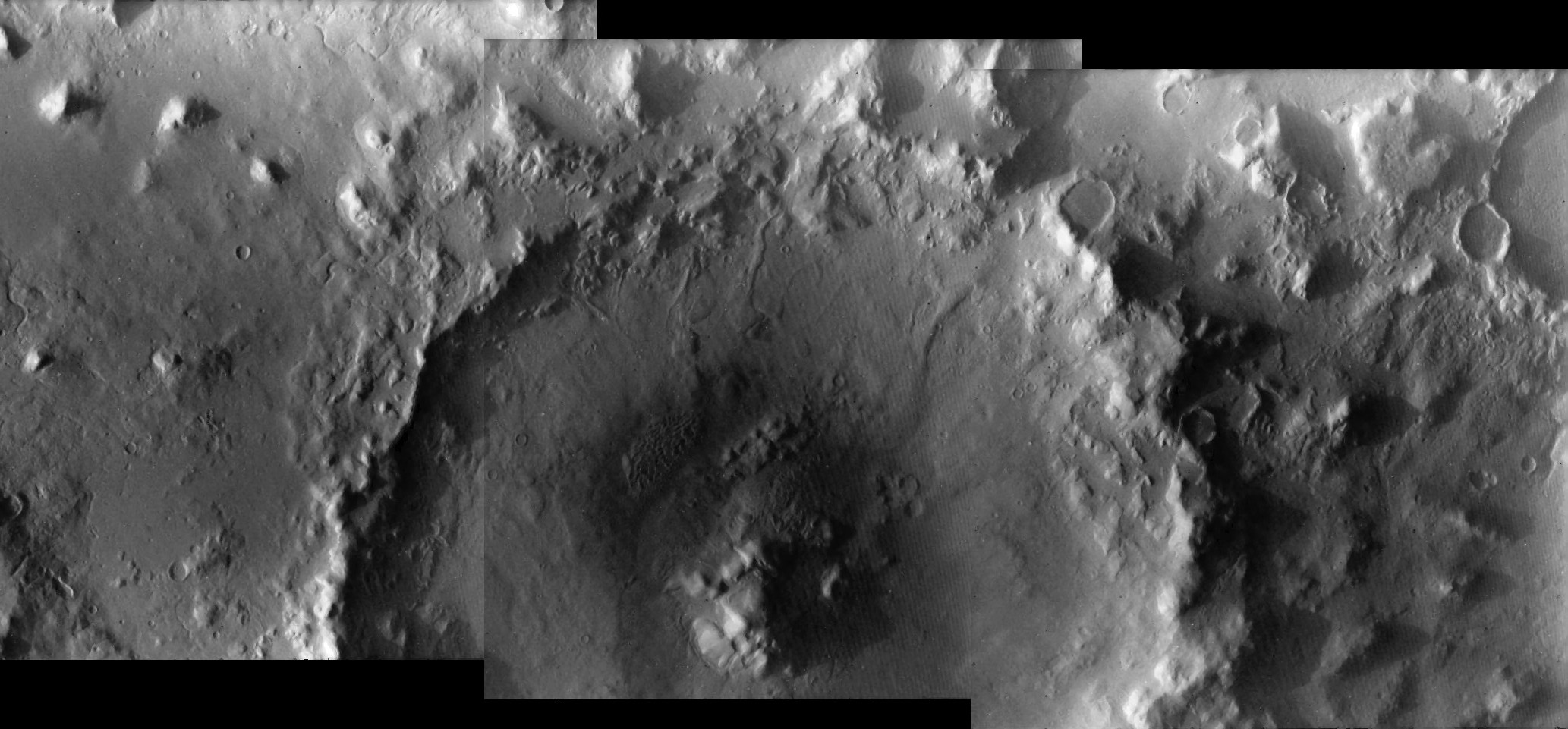
海盗2号轨道器拍摄的拼接图。
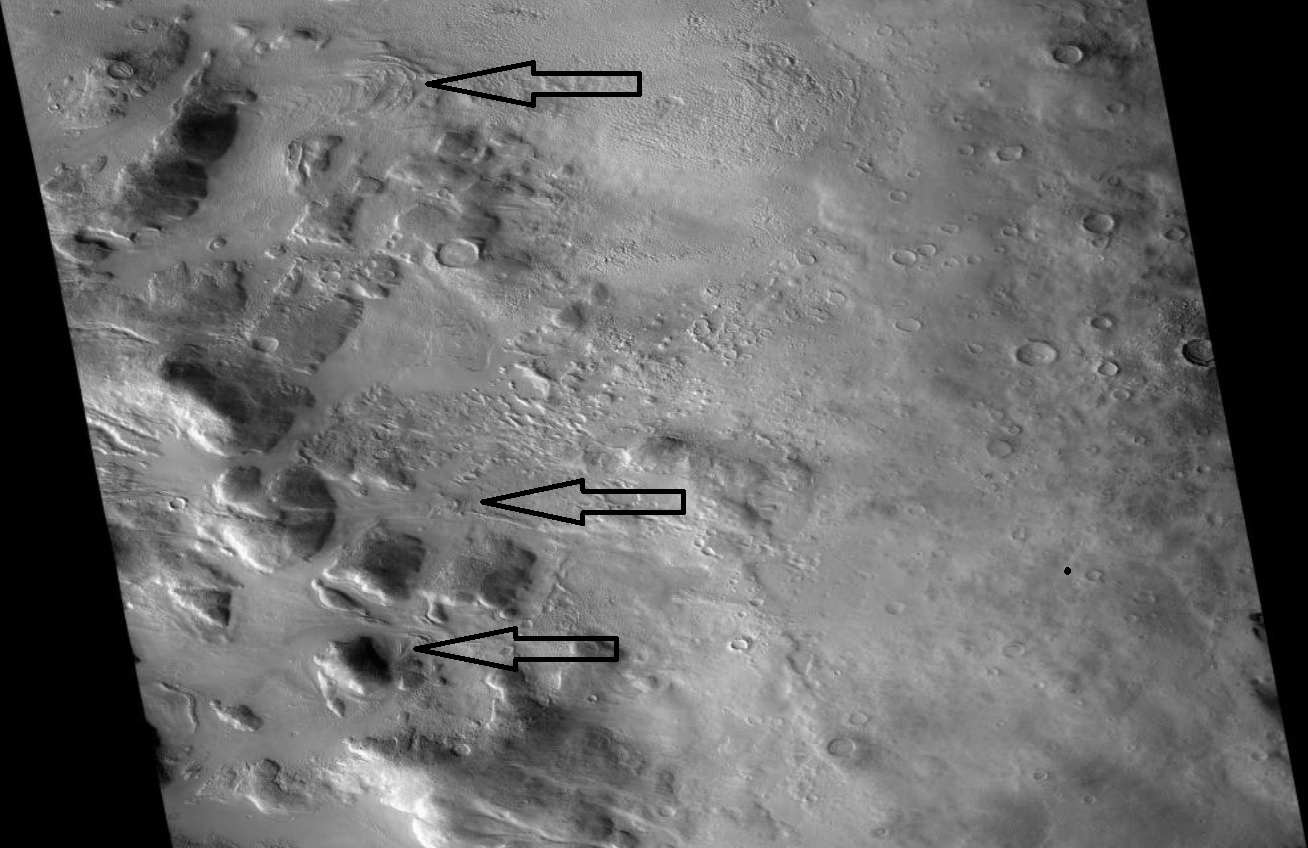
火星勘测轨道飞行器背景相机拍摄的莫罗撞击坑西侧边缘，箭头指向可能的冰碛，坑底位于右侧。
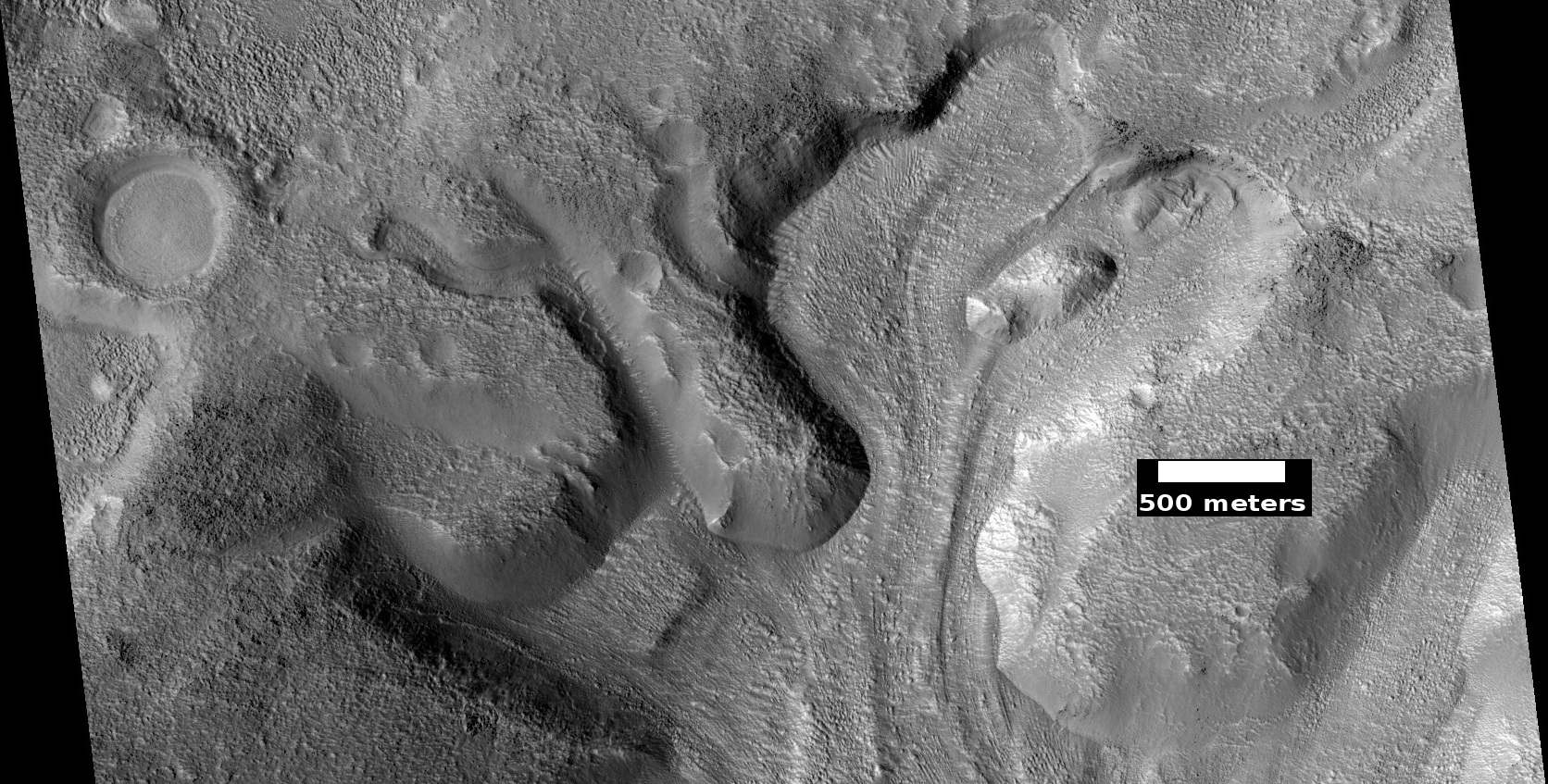
HiWish计划下高分辨率成像科学设备显示的莫罗撞击坑内宽阔的冰川谷。
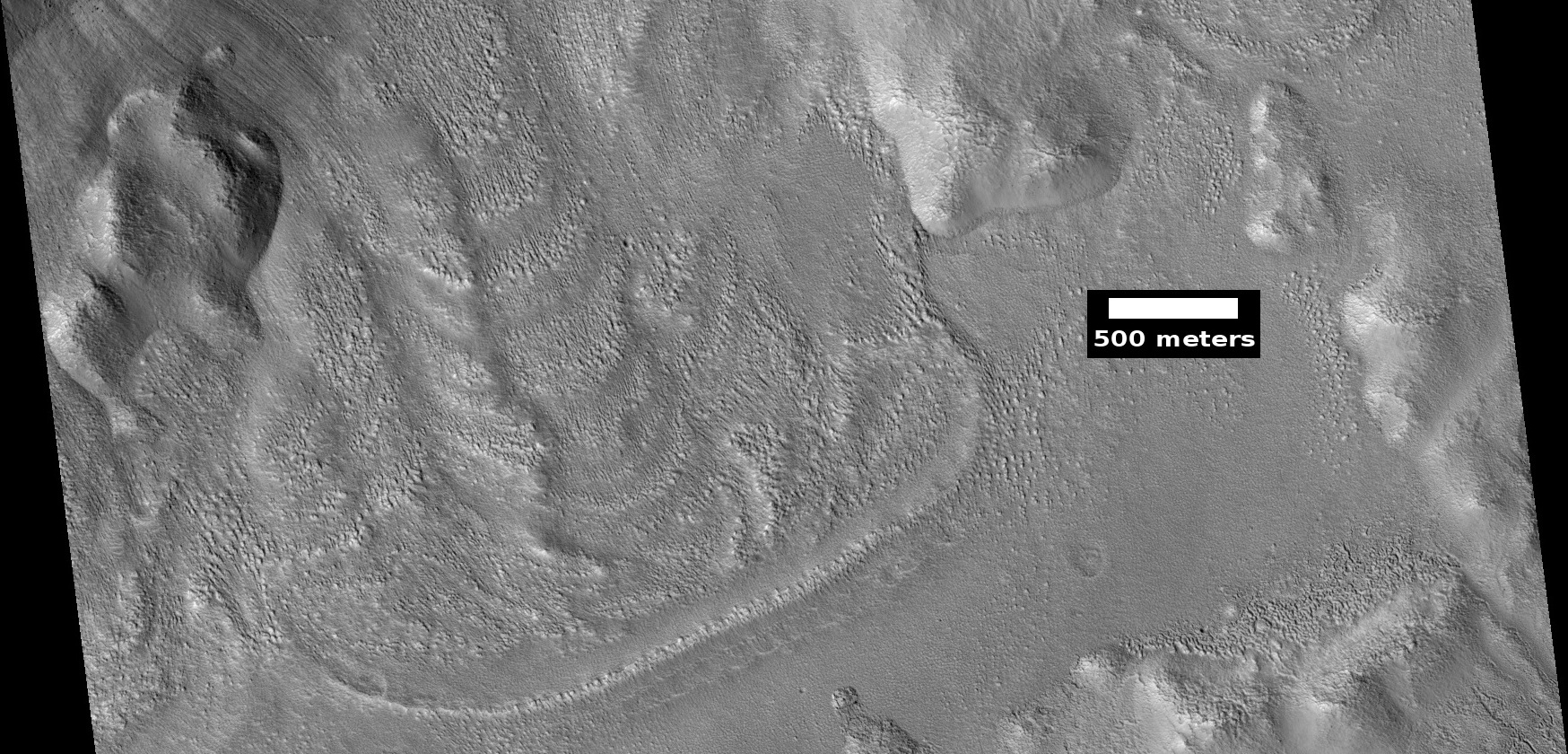
HiWish计划下高分辨率成像科学设备显示的从陨坑边缘流出山谷的冰川。
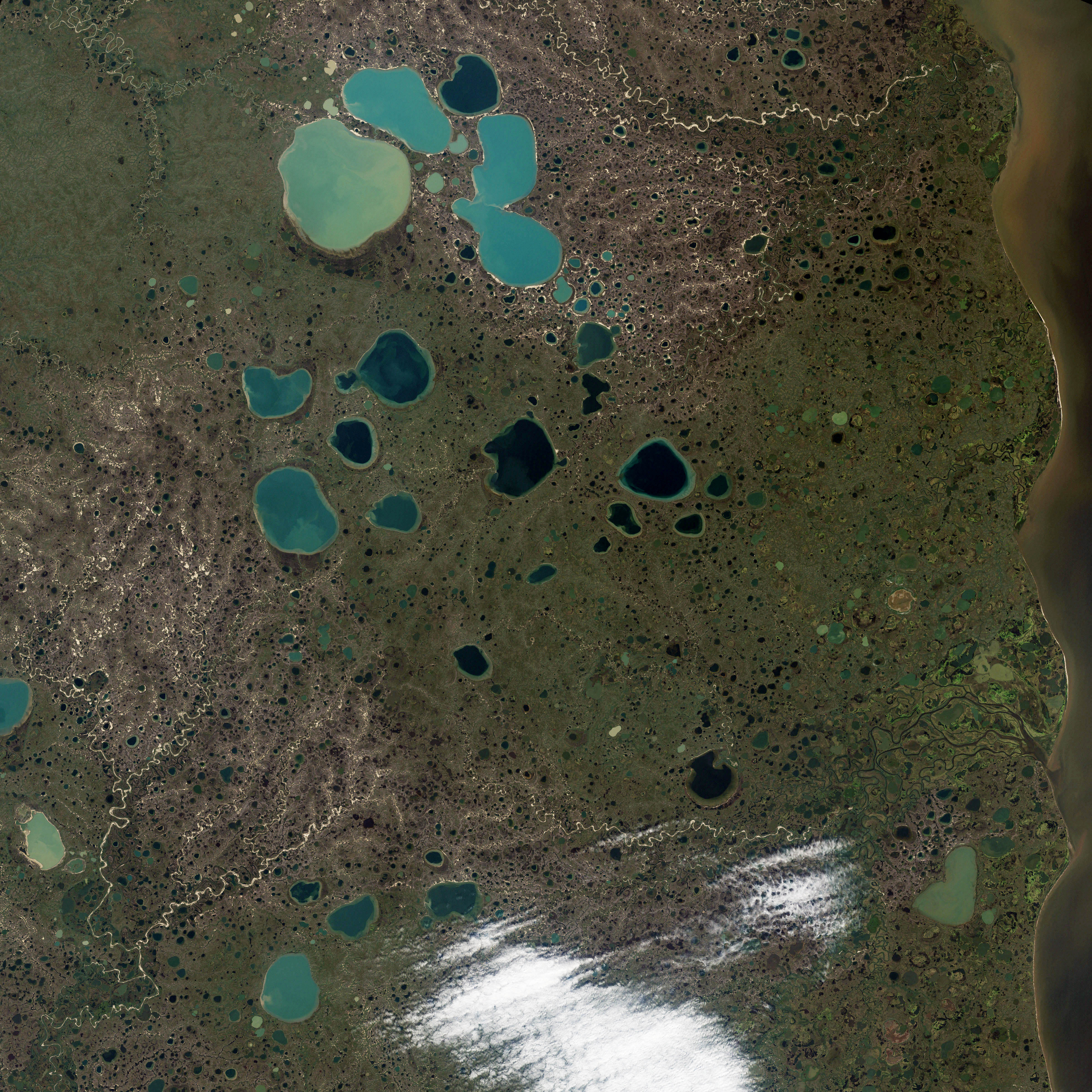
西伯利亚北部亚马尔半岛上毗邻鄂毕湾（右）的锅穴湖卫星图，湖泊颜色表示沉积物的数量或湖深。

撞击坑通常有一圈覆盖着喷射物的边缘，相比之下，火山坑则一般没有边缘或喷射沉积物。较大的陨石坑（直径大于10公里或6.2英里）里面常会有一座中央峰，这种中央峰是因撞击后坑底反弹所形成.。有时撞击坑会裸露出被掩埋的地层，地下深处的岩石也会被抛到地表。因此，撞击坑可向我们展示地表深处的构成。

## 沙丘

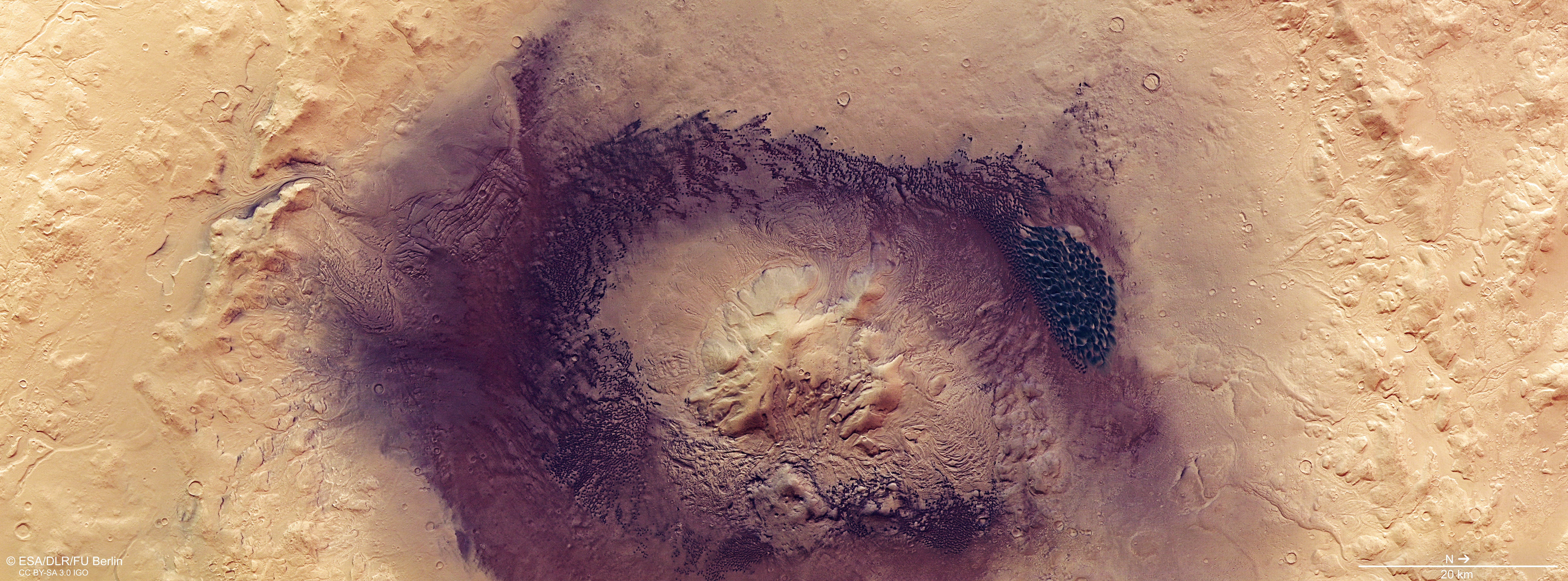
火星快车号拍摄的莫罗撞击坑及沙丘环的图像。
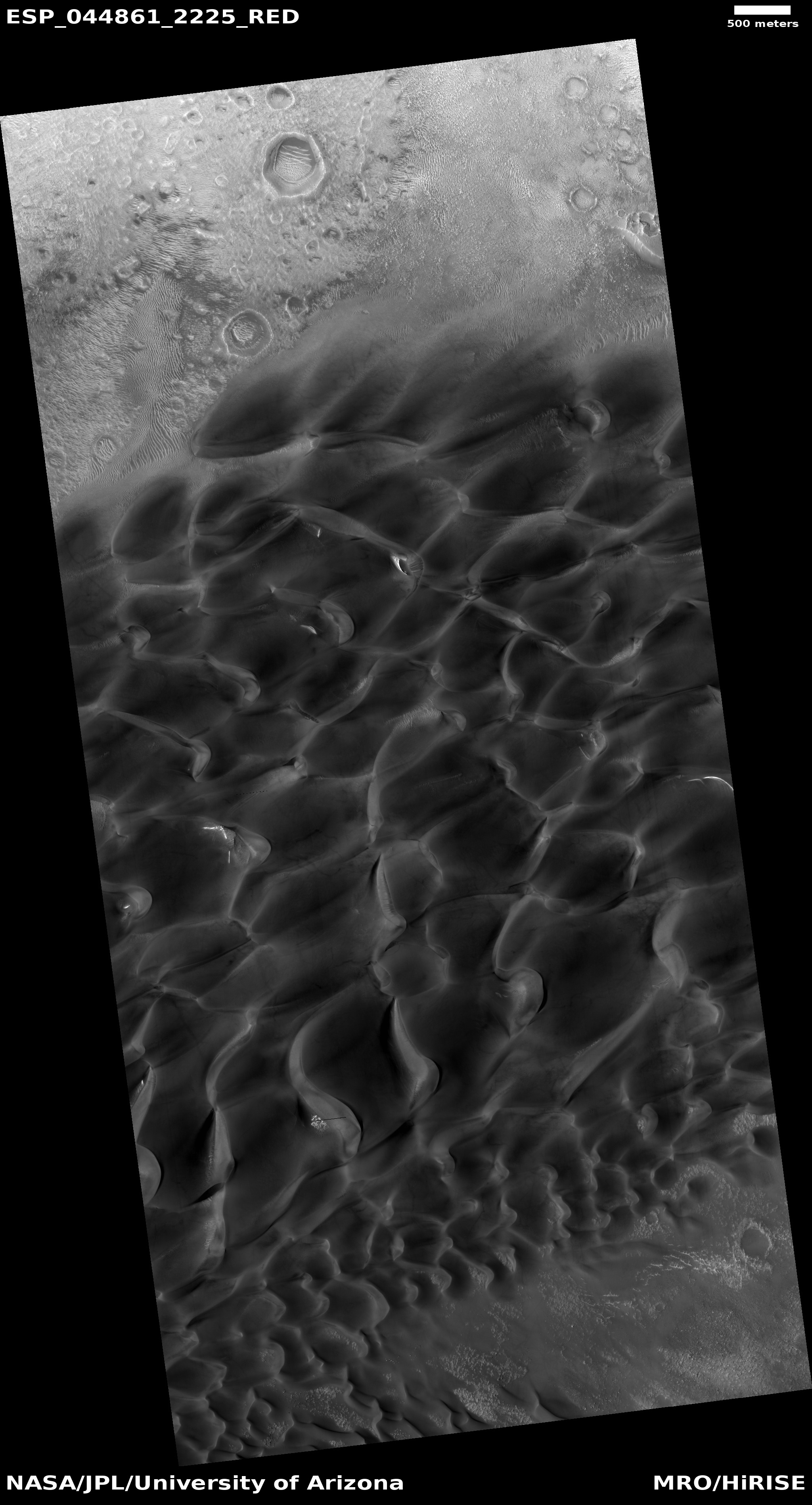
HiWish计划下高分辨率成像科学设备显示的沙丘全景。
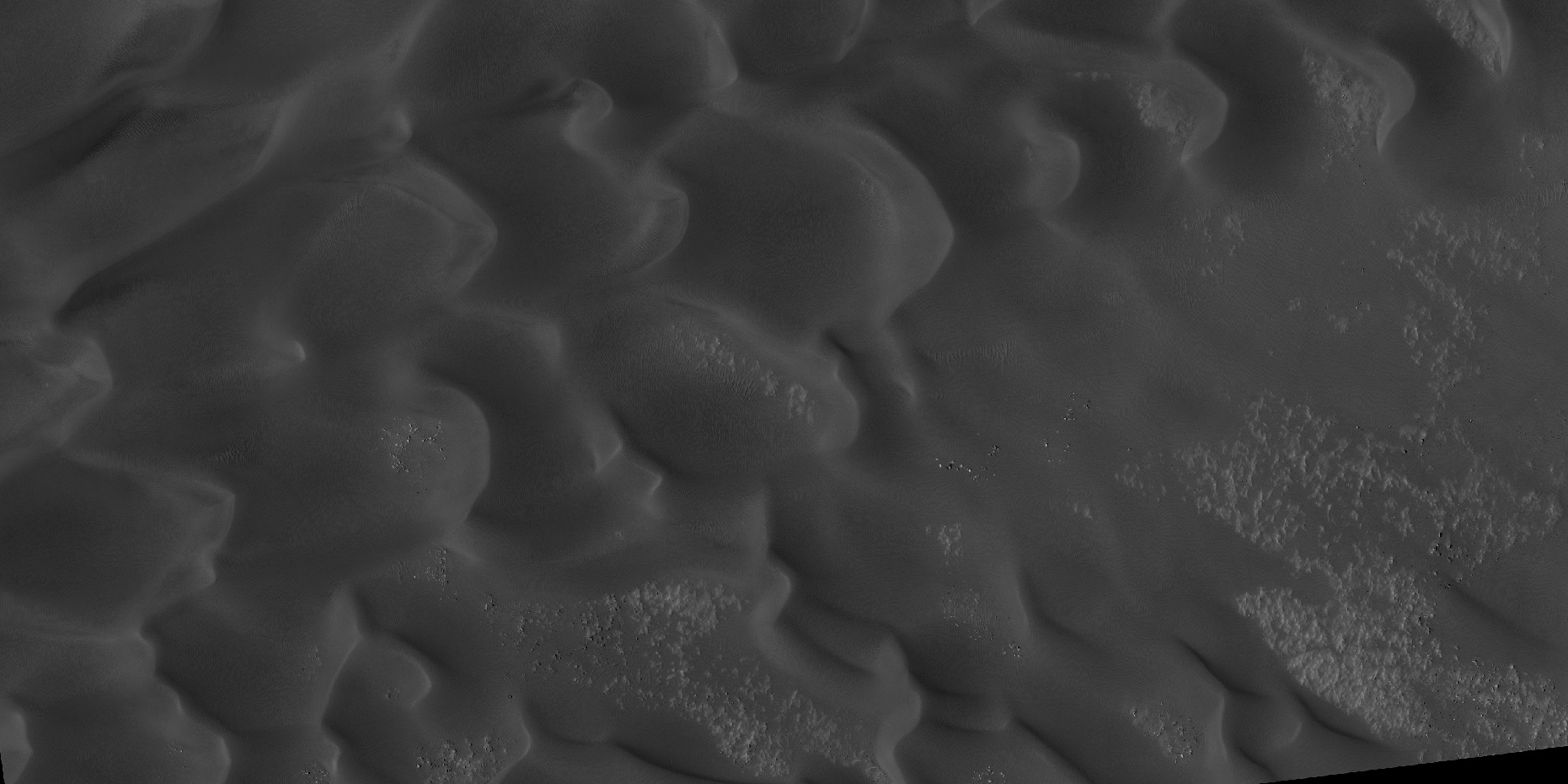
前一图像底部沙丘的放大图，HiWish计划下高分辨率成像科学设备拍摄。
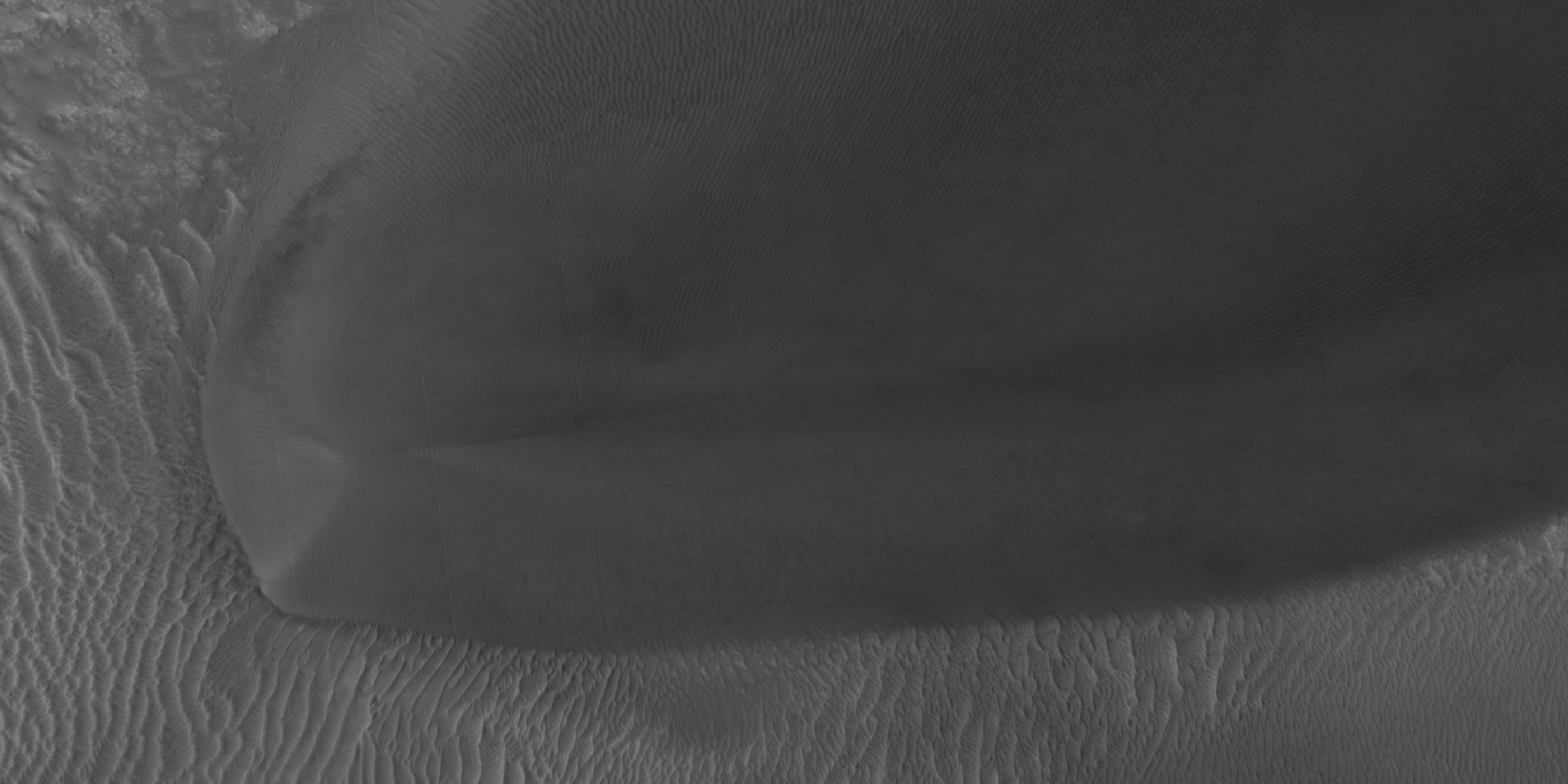
同一位置一座大沙丘的近景，HiWish计划下高分辨率成像科学设备拍摄。
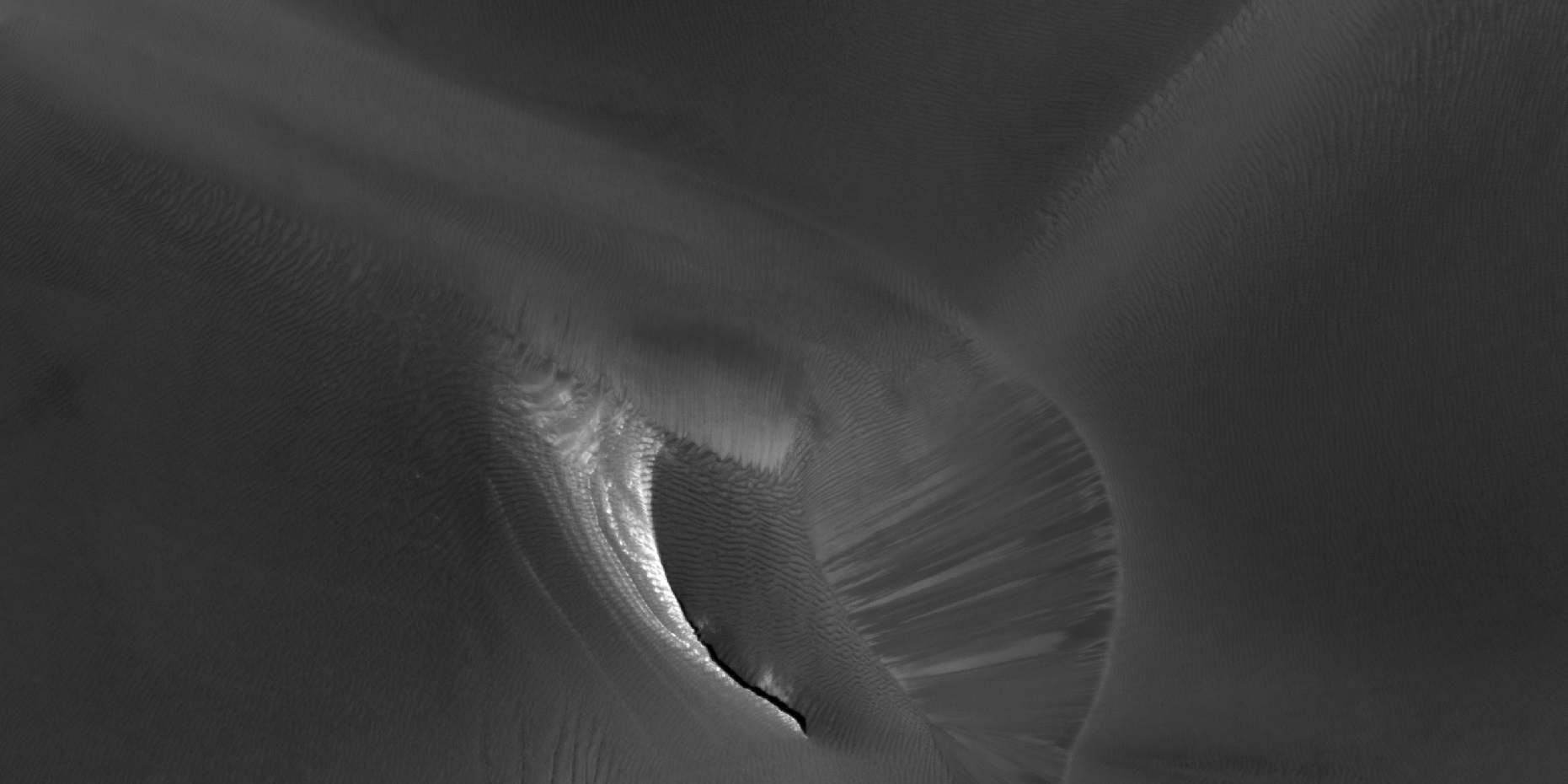
黑色沙丘中的白斑近景，显示出涟漪和条纹。

## 另请查看
- 火星气候
- 火星地质
- 都特罗尼勒斯桌山群
- 锐蚀地形
- 冰川
- 火星冰川
- 舌状岩屑坡
- 普罗敦尼勒斯桌山群
- 火星水文
- 火星撞击坑
- 矿床成因
- 火星矿石资源
- 热液循环